# FVgg Mühlacker 08
Die FVgg. 08 Mühlacker e. V. ist ein deutscher, im Jahr 1920 gegründeter, Sportverein mit Sitz in der baden-württembergischen Stadt Mühlacker im Enzkreis.

## Geschichte

### Vorgängervereine
Aus einer Gruppe von Sportlern, welchen den schon anerkannten Fußball aus dem benachbarten Pforzheim auch in ihre Heimat bringen wollten entstand im Jahr 1908 der 1. Fußballclub Dürrmenz-Mühlacker. Schon 1911 entstand dann mit Sportfreunde Dürrmenz ein weiterer Verein im heutigen Stadtteil Dürrmenz. Über den Spielbetrieb der beiden Vereine bis zum Anfang des Ersten Weltkriegs ist nichts bekannt. Bis dahin teilten sich beide Vereine einen Sportplatz. Bedingt durch die zurückgegangenen Mitgliederzahlen beschlossen sich beide Vereine im Jahr 1920 zur Fvgg 08 Dürrmenz-Mühlacker zusammenzuschließen.

### Anfangszeit bis Zweiter Weltkrieg
Ab der Gründung ging es für den Verein relativ schnell in die A-Klasse, in welcher sich der Verein dann auch halten konnte. Zur Saison 1926/27 rückte der Verein dann durch eine Entscheidung des Verbands sogar in die Kreisliga mit auf. Nach der Saison 1930/31 gelang dann auch der Gewinn des Titels als Kreismeister. Da die Bezirksliga von Württemberg/Baden zu dieser Zeit jedoch nur 10 Teilnehmer erlaubte, musste die Mannschaft in einem Entscheidungsspiel gegen den VfR Heilbronn antreten, dieses wurde dann in Heilbronn jedoch mit 2:1 verloren.
Nach der Machtergreifung der Nationalsozialisten wurde die komplette Ligastruktur verändert und der Verein spielte ab der Saison somit im Fußballgau Württemberg. Bereits zur nächsten Saison wechselte der Verein aus finanziellen Gründen jedoch wieder in den Fußballgau Baden. Die finanzielle Situation sowie vermehrte Spielerabwanderungen führten nach der Saison 1935/36 zum Abstieg in die mittlerweile eine Klasse tiefer gelegene Kreisliga. Danach folgten zwei Meistertitel in Folge, nach denen die Mannschaft jedoch in beiden Fällen den Aufstieg nicht schaffte. Nach einer dritten Meisterschaft nach der Saison 1938/39 gelang der Wiederaufstieg in die Bezirksliga. Aufgrund des Ausbruchs des Zweiten Weltkriegs verringerte sich die Spieleranzahl erneut, über die Klassenzugehörigkeit während dieser Zeit ist nichts überliefert. Allerdings konnte der Spielbetrieb wohl über die gesamte Kriegszeit aufrechterhalten werden.

### Nachkriegszeit
Im Oktober 1945 bildete sich wieder eine Mannschaft und errang gleich in der ersten Saison die Meisterschaft. Im anschließenden Qualifikationsspiel unterlag der Verein zwar der SpVgg Dillweißenstein, durfte aber trotzdem in die damals zweitklassige Landesliga Nordbaden aufsteigen. Die Saison 1946/47 schloss die Mannschaft dann mit 21:39 Punkten auf dem 12. Platz der Gruppe Süd ab, womit die Liga gehalten werden konnte. Nach der Saison 1947/48 wurde die Liga dann eingleisig, womit die Teilnehmerzahl zur nächsten Saison stark dezimiert werden musste. Zu diesen Vereinen zählte auch die FVgg, welche bedingt durch 9:43 Punkte und dem 13. Platz absteigen musste.

### Status als Fahrstuhlmannschaft
Nach mehreren knapp verhinderten Abstiegen als auch Platzierungen in den Top 3 musste die Mannschaft dann schließlich nach der Saison 1953/54 weiter in die A-Klasse absteigen. Nach der Saison 1955/56 konnte dann in dieser Klasse schließlich die Meisterschaft gefeiert werden. Damit stieg die Mannschaft dann in die 2. Amateurliga auf. In dieser konnte sich die Mannschaft jedoch nicht lange halten und stieg nach der Saison 1956/57 wieder in die A-Klasse ab. Diese konnte die Mannschaft durch den Meistertitel nach der Saison 1959/60 aber wieder in Richtung 2. Amateurliga verlassen. Bereits nach einer Saison musste die Mannschaft die Liga aber erneut wieder verlassen. Ein weiterer Aufstieg folgte dann nach der Saison 1963/64, diesmal dauerte die Ligazugehörigkeit zur 2. Amateurliga zumindest zwei Spielzeiten lang. Der nächste Aufstieg aus der A-Klasse heraus folgte dann nach der Saison 1968/69. Nun gelang es sich mehrere Jahre in der Liga zu halten.

### Niedergang ab den 1970er Jahren
Die Zeit in der 2. Amateurliga sollte bis zur Saison 1974/75 überdauern, danach musste die Mannschaft wieder in die A-Klasse absteigen. Durch eine Neueinteilung im Fußballkreis Pforzheim wurde nach der Saison 1976/77 dann eine Bezirksliga zwischen der Amateurliga und der A-Klasse eingeführt. Für diese Liga konnte sich die Fußballvereinigung jedoch nicht qualifizieren und verblieb somit in der A-Klasse, musste damit ab der nächsten Saison jedoch trotzdem in der Ligahöhe absteigen. Nach der Saison 1977/78 ging es dann sogar weiter in die damals unterklassigste Liga, die B-Klasse, hinunter. Es sollte bis zur Saison 1980/81 dauern, bis die Mannschaft wieder in die A-Klasse aufsteigen durfte. Nach einer Saison musste die Mannschaft aus dieser Liga aber auch schon wieder absteigen. Nach der Saison 1983/84 gelang dann durch eine Aufstockung der Bezirksliga und Kreisliga von 14 auf 16 Mannschaften endlich wieder der Aufstieg. Bereits nach der Saison 1985/86 ging es dann über den letzten Platz wieder zurück in die B-Klasse. Dieser Klasse sollte die Mannschaft dann viele Jahre lang angehören. Erst nach der Saison 1994/95 gelang der Aufstieg zurück in die A-Klasse. Nach einigen hinteren Plätzen in den folgenden Spielzeiten musste die Mannschaft dann erst nach der Saison 1997/98 wieder absteigen.

### Heutige Zeit
Es dauerte bis zur Saison 2012/13, bis die Mannschaft mit dem Meistertitel und 63 Punkten aus der Kreisklasse B wieder in die Kreisklasse A aufstieg. Nach der Saison 2014/15 musste die Mannschaft bedingt durch den 15. Platz mit nur 19 Punkten an der Relegation teilnehmen. Nach einem 5:3 n. E. gegen den 1. FC Schellbronn durfte die Mannschaft dann allerdings in der Liga verbleiben. Bis heute gehört die Mannschaft der Kreisklasse A an.